# Nagar pancsajat
Nagar pancsajat vagy Bejegyzett Területi Tanács (NAC) vagy Városi Tanács Indiában olyan települést jelent, amely átmeneti állapotban van a vidéki településből a városiba.
Az alkotmány 74. kiegészítése a „települési önkormányzatokra” (nagarpalikász) vonatkozó rendelkezéseket tartalmazott.
A háromszintű szerkezet:
- Önkormányzati társulás
- Önkormányzati tanács
- Nagar pancsajat

## Alkotmány
Minden nagar pancsajatnak van egy bizottsága, amely elnökből/polgármesterből, valamint a bizottság tagjaiból áll. A tagság legalább tíz megválasztott tagból áll, valamint három kinevezett tagból. A tagokat 5 évre választják. Három helyet tartanak fenn a védett kasztoknak vagy védett törzseknek, hátrányos csoportoknak, illetve a nőknek. 

## Közigazgatás
Az elnök a vezetője a bejegyzett területi tanácsnak. A vezető tisztségviselő az NAC felelős hivatalnoka. A vezető tisztségviselők nyomon követik a tervezést és fejlődést érintő programtervezetek végrehajtását és egyeztetését az NAC elnökével.

## Tevékenységeik
- A városi területen biztosítani az alapvető szolgáltatásokat.
- Városi köztisztasági program.
- A közvilágítás biztosítása az utak mentén, illetve a város főbb utcáin.
- A városban iskolákat alapítani és működtetni. A felnőttek írástudását javítani és városi könyvtárakat működtetni.
- Biztosítani a vízellátást a város minden kerültében.
- Vízelvezető rendszer fenntartása a szilárd és folyékony hulladék eltávolítására.
- Csatornarendszereket építeni.
- Feljegyezni a születéseket és elhalálozásokat.

## Bevételi források
A nagar pancsajat jövedelme adóbevételekből származik, beleértve a víz, zarándoklatok, piacok, szállítási szolgáltatások adóit. Amellett különféle támogatásokat is kapnak az állam kormányától, arányosan a föld és a jövedelemadókból befolyó jövedelmekből.

## Fordítás
Ez a szócikk részben vagy egészben  a   Nagar panchayat című angol Wikipédia-szócikk ezen változatának fordításán alapul.  Az eredeti cikk szerkesztőit annak laptörténete sorolja fel. Ez a jelzés csupán a megfogalmazás eredetét és a szerzői jogokat jelzi, nem szolgál a cikkben szereplő információk forrásmegjelöléseként.